# Henry Bolte
Henry Edward Bolte, né le 20 mai 1908 à Ballarat – mort le 4 janvier 1990, est un homme politique australien, Premier ministre du Victoria du 7 juin 1955 au 23 août 1972. Il est à ce jour la personne qui a occupé ce poste le plus longtemps.

## À noter
Le Bolte Bridge, un pont situé à Melbourne, a été nommé en son hommage.

## Source
- (en) Cet article est partiellement ou en totalité issu de l’article de Wikipédia en anglais intitulé « Henry Bolte » (voir la liste des auteurs).